# Eickumer Mühlenbach
Der Eickumer Mühlenbach (auch: Kinsbeke oder Kinz(e)bach) ist ein rechter Nebenfluss der Aa im Nordosten des deutschen Bundeslandes Nordrhein-Westfalen.

## Name
Der Eickumer Mühlenbach wird im Zeitraum 1224–56 erstmals urkundlich genannt (rivulis … Kikenbike). Das Bestimmungswort leitet sich vom altsächsischen Personennamen *Kiko (Genitiv Kiken-) ab.

## Geographie
Das Gewässer hat eine Gesamtlänge von 7,4 km. Das Einzugsgebiet erstreckt sich über einen Ausschnitt der Ravensberger Mulde westlich von Herford. Das Gewässer entspringt bei Oldinghausen auf der Grenze zu Eickum und mündet südwestlich des Herforder Stadtzentrums in den Johannisbach/Aa (Flusskilometer 2,6). Nach Einmündung der Asbeke wird das Gewässer meist Kinzbach genannt, offiziell ist der Name jedoch durchgängig Eickumer Mühlenbach.
Das Gewässer durchfließt auf seinem Weg von der Quelle bis zur Mündung folgende Gemeinden:
- Enger
- Herford

Auf seinem Weg nimmt das Gewässer flussabwärts betrachtet folgende Gewässer auf:
- Asbeke (L 3,7)
- Bremerhagener Bach (R 2,9)
- Lambach (L 2,3)
- Heier-Mühlenbach (R 1,1)

(L/R; KM): Linker rechter Zufluss, bei Flusskilometer, Mündung bei KM 0)

## Umwelt
Etwa 5 km des Bachlaufs – sowie die Nebenbäche Asbeke und Lambach samt Uferwiesen – sind Teil des Naturschutzgebiets (NSG) Asbeke-/Kinzbachtal sowie des NSG Asbeketal. Zusammengenommen bilden beide das drittgrößte NSG im Kreis Herford. Das Gebiet steht formal unter dem Schutz zweier Naturschutzgebiete, die jedoch naturräumlich eine Einheit bilden. 99,5 ha davon liegen im Bereich des Landschaftsplanes Herford-Hiddenhausen, 21 ha im Bereich des Landschaftsplanes Enger-Spenge. Das Tal ist schützenswert, weil es zum einen ein für das Ravensberger Land typisches ausgeprägtes Sieksystem umfasst, zum anderen aber auch wertvoller Lebensraum für Flora und Fauna inmitten eines dicht besiedelten Gebiets sind. Das Siek ist weit verzweigt und weist stellenweise ein ausgeprägtes Kastenprofil mit bis zu 10 m hohen Randstufen auf. Der feuchte Siekggrund mit seinen Wiesen, Röhrichten, Laubwäldern (vor allem Erlen, Eschen und Eichen, einzelne Lorbeerweiden) und zahlreichen naturnahen Fließ- und Stillgewässern beherbergen eine große Anzahl von Pflanzen der Roten Liste und seltene Amphibien.

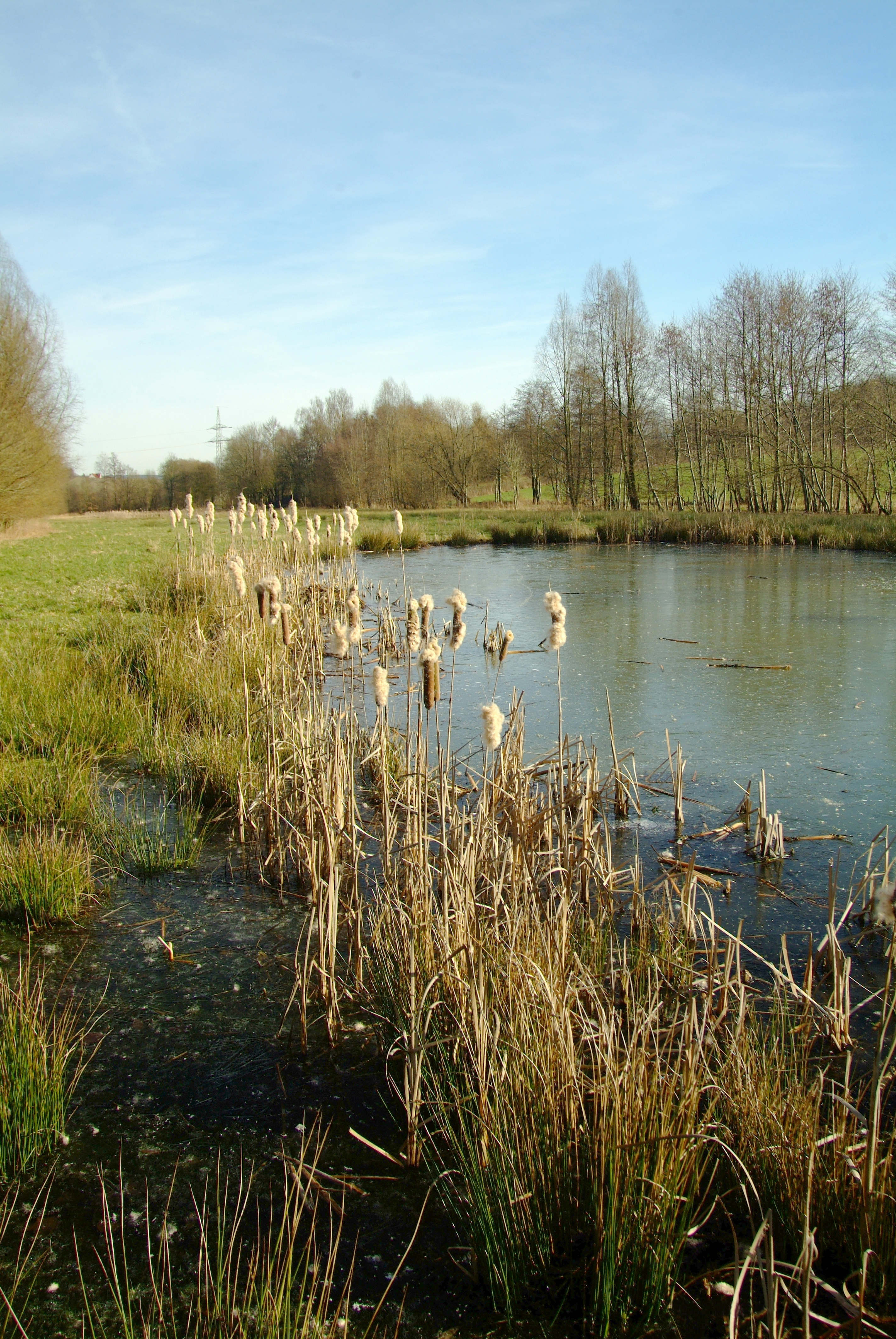
Naturschutzgebiet Asbeke-Kinzbachtal in der Nähe des Diebrocker Friedhofs
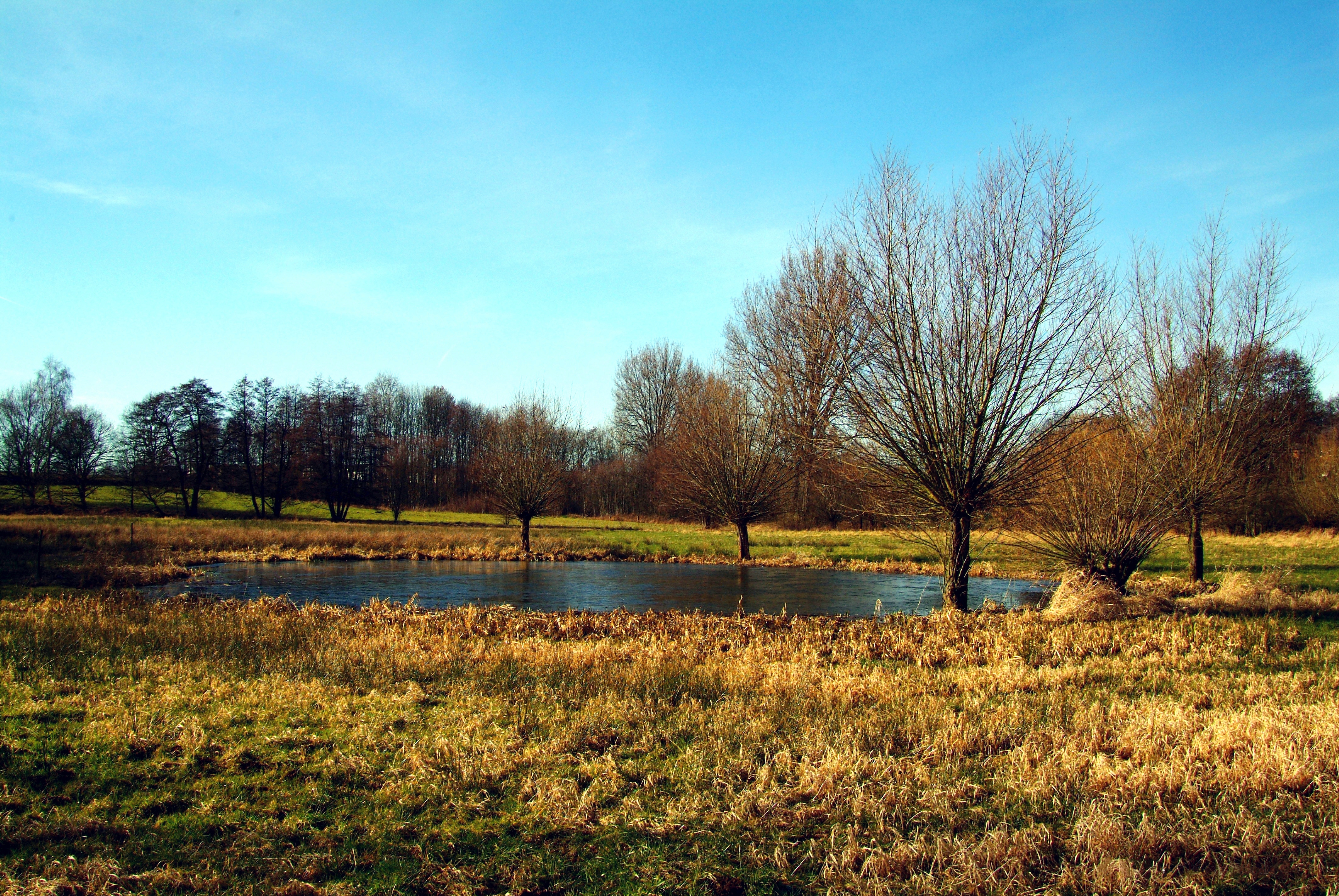
Künstlich angelegtes Feuchtbiotop im Naturschutzgebiet